# 골짜기

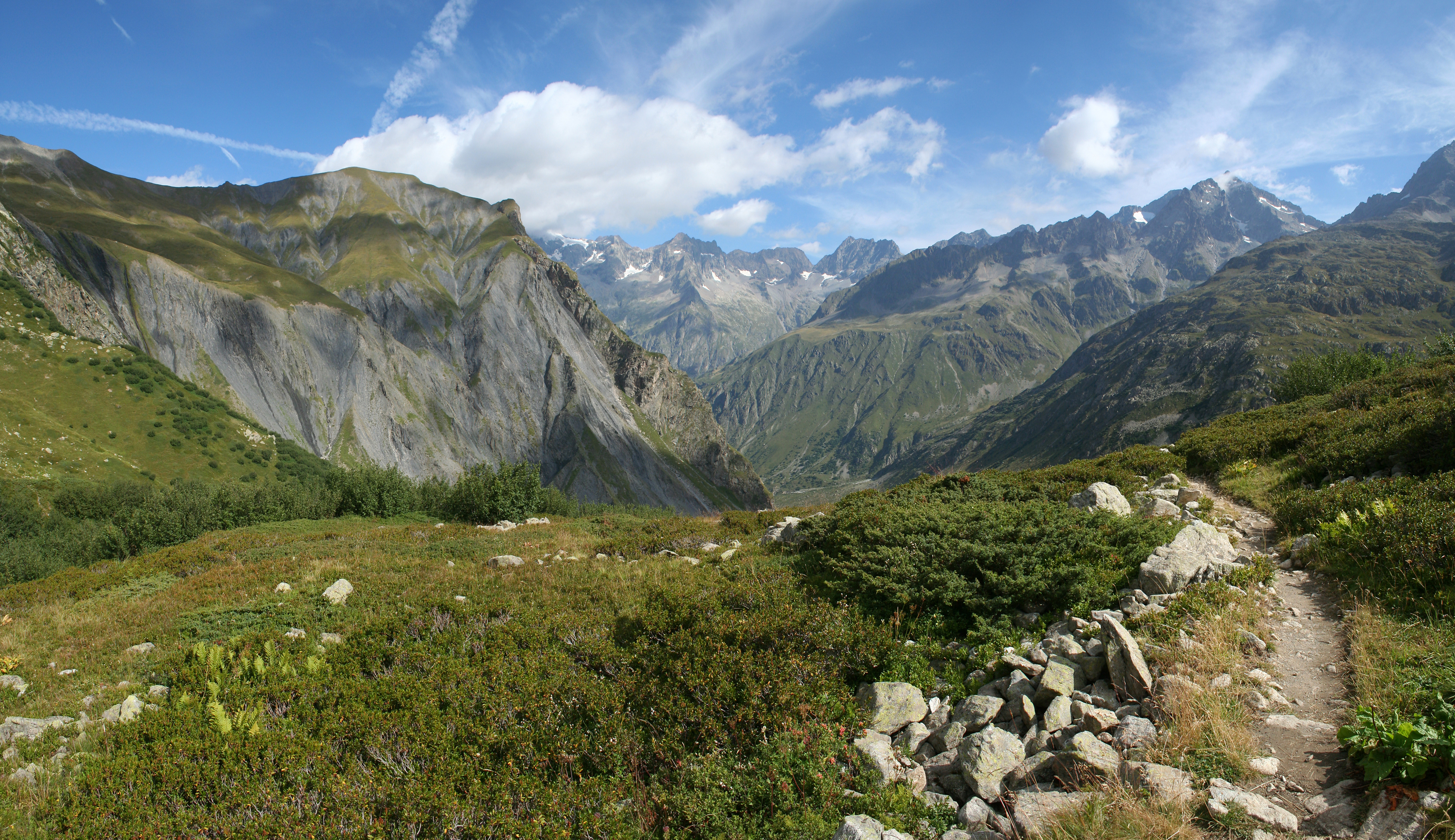
알프스 산맥의 계곡.

골짜기(문화어: 골시내, valley) 또는 계곡(溪谷)은 산과 산 사이, 또는 절벽과 절벽 사이 등에 만들어진 움푹 패인 지형을 말한다. 계곡 사이로 하천이 흐르는 경우도 많다. 만들어진 상황에 따라 침식곡과 구조곡으로 나뉜다. 교통로로 많이 이용되어 왔다. 침식곡, 구조곡 등 여러 유형이 존재한다.
낮은 위도와 고도에서는 빙하로 형성된 계곡은 빙하기 동안 생성되거나 확장되었을 수 있지만 현재는 얼음이 없고 하천이나 강이 차지하고 있다. 사막 지역에서는 계곡이 완전히 건조되거나 물줄기가 흐르는 경우가 거의 없다. 석회암 기반암 지역에서는 지표면이 아닌 지하에서 배수가 이루어지면서 건조한 계곡이 생길 수도 있다. 리프트 밸리는 침식보다는 주로 지구의 움직임에 의해 발생한다. 지리학자들은 전 세계적으로 사용되거나 지역적으로만 적용될 수 있는 용어를 사용하여 다양한 유형의 계곡을 설명한다.

## 저명한 예시

### 아프리카
- 동아프리카 지구대
- 대지구대
- 나일강
- 왕가의 계곡

### 아시아
- 베카 계곡
- 튀르키예 으흘라라
- 카트만두 계곡
- 판지시르계곡
- 중국
  - 주자이거우 풍경구

### 오세아니아
- 바로사 밸리
- 헌터밸리
- 카카얀밸리

### 유럽
- 글렌코 (스코틀랜드)
- 대협곡 (스코틀랜드)
- 철문
- 라우터브루넨
- 루아르 계곡
- 포 계곡
- 론 계곡

### 북아메리카
- 센트럴밸리
- 코첼라 밸리
- 데스 밸리
- 그랜드 캐니언
- 허드슨 밸리
- 모뉴먼트밸리
- 피닉스 (애리조나주)
- 세인트로렌스 계곡
- 샌퍼낸도밸리
- 셰넌도어 계곡
- 요세미티 계곡

### 남아메리카
- 카우카 계곡
- 이치구알라스토

## 같이 보기
- 협곡
- 수도 (지리)
- 걸리